# 스크립트 키디
스크립트 키디(script kiddie), 또는 스키디(skiddie)는 해커 문화에서 컴퓨터 시스템과 네트워크를 공격하기 위해 다른 사람이 개발한 스크립트나 프로그램을 사용하는 사람을 경멸적으로 부르는 말이다. 스크립트 키디는 보통 정교한 해킹 프로그램을 짜거나 활용할 수 있는 능력이 부족한 어린 아이를 말하며, 자신의 친구에게 자랑을 하거나 컴퓨터 전문가 공동체로부터 신용을 얻는 것을 목적으로 해킹을 시도한다.

## 도구
스크립트 키디는 쉽게 다운로드하여 원하는 대로 고급 컴퓨터와 네트워크를 공격할 수 있는 악성 프로그램을 많이 가지고 있다. 이러한 프로그램으로는 윈누크 애플리케이션, 백 오리피스, 넷버스, 서브7, 메타스플로잇, 프로랫, 패스재커, 아이스틸러, 스누피, 로커스트 봇, net tools등 합법적인 보안 감시용 소프트웨어 등이 있다.
또 다른 간단한 공격 방법으로는 매스 메일러 웜을 들 수 있다. 이메일을 통해서 확산되는 이 웜은 한번 열면 자동으로 전체 시스템으로 보내지게 되며, 사용자는 이것을 알아차리지 못한다. 이 웜 바이러스의 목적은 파일을 지우거나 암호화하는 것, 목표로 하는 대역폭의 컴퓨터나 네트워크를 과부하시킨 후 속도를 떨어뜨리거나 다운시키는 것으로, 다른 명령들도 가능하다.
서비스 거부 (Dos) 공격에서 공격자는 대역폭 컴퓨터 네트워크나 다른 자원을 공격하여 목표로 하는 시스템의 네트워크 활동을 정지시킨다. 이러한 목적을 위해서 만들어진 수많은 독특한 Dos 공격은 각자 다른 방법으로 만들어지는데, SYN 플루드, ICMP 부트플루드 (스머프 어택), 핑 플루드를 예로 들 수 있다. 과도한 양의 정보를 받아들인 서버는 응답을 중지하게 되며, 재시작을 필요로 하게 된다.

## 유명 사례
스크립트 키디는 주로 취약한 시스템을 익스플로이트할 수 있으며, 일정한 스트라이크도 가능하다. 다음은 스크립트 키디의 유명한 사례이다.
- 1999년 넷버스가 스웨덴의 룬드 대학교에 재학하던 법학생 마그누스 에릭슨의 평판을 깎는데 사용되었다. 알 수 없는 위치에서 그의 컴퓨터에 아동 포르노를 올린 것이었다. 2004년에 그의 컴퓨터가 넷버스를 통해 조정되었다는 사실이 밝혀지면서 그는 무죄 선언을 받을 수 있었다.[3]
- T33키드라는 인터넷 예명으로 알려져 있는 제프리 리 파슨은 미네소타에 거주하는 18세 고등학생이었으며, 블래스터 컴퓨터 웜 변종을 유포시켰다. 파슨은 기존에 확산된 본래의 블래스터 웜에 수정을 가하였는데, 헥스 에디터로 실행 파일에 자신의 사용자명을 추가시켰고, 다른 백도어와 리튬을 첨부하여 자신의 웹사이트에 올렸다. 간단한 수정을 거치면서 새로운 실행 파일은 상이한 바이러스가 되었고, 수사 당국에서는 그의 사용자명을 단서로 추적에 성공하였다. 이 프로그램은 Dos 공격의 하나로 마이크로소프트 윈도우 운영체제를 사용하는 컴퓨터를 공격한다. 이 공격은 최소한의 손상이 원인이 되는 SYN 플루드의 형태를 취했다. 파슨은 2005년에 18개월의 형을 선고받았다.[4]

## 관련 문헌
- Tapeworm (2005). 《1337 h4x0r h4ndb00k》. Sams Publishing. ISBN 0672327279.

## 같이 보기
- 컴퓨터 보안
- 취약점 공격
- 핵티비즘
- Luser
- 웹 셸